# Succession par l'épée
Pour plus de détails, voir Fiche technique et Distribution.
Succession par l'épée (絕代雙驕, Jue dai shuang jiao) est un wuxia hongkongais réalisé par Eric Tsang et sorti en 1992 à Hong Kong. C'est l'adaptation du roman Juedai Shuangjiao (en) de Gu Long, publié en 1966.
Il totalise 30 649 190 HK$ de recettes au box-office.

## Synopsis
Tous les 18 ans, un grand concours d'arts martiaux est organisé pour élire un nouveau chef. Éva (Sharla Cheung), la souveraine du palais, remporte le titre et est chargée d'éliminer les « Dix vilains », vivants dans la vallée des vilains, un sanctuaire de criminels. Yin Nam-tin (Michael Miu), le mari d’Éva, pense que ces individus sont innocents et tente d'empêcher sa femme de les tuer. Le couple se retourne l'un contre l'autre et Yin parvient finalement à vaincre sa femme, mais devient paralysé et muet. Éva accepte une fille nommée More (Brigitte Lin) comme disciple et a l'intention d'en faire sa successeure. Pendant ce temps, les « Dix vilains » acceptent le fils de Yin, Fishy (Andy Lau), comme élève et prévoient de le « nourrir » pour qu'il devienne le plus grand vilain de tous les temps. 18 ans plus tard, Fishy rencontre par hasard More et tombe amoureux d'elle. Quand il participera au concours, il sera choqué de découvrir qu’Éva est en fait sa mère et que More est l’élève d’Éva.

## Fiche technique
- Titre original : 絕代雙驕, Hansome Siblings
- Titre français : Succession par l'épée
- Réalisation : Eric Tsang
- Scénario : Stanley Wu et Cheuk Hon
- Photographie : Jingle Ma (en), Ray Wong, Peter Ngor, Joe Chan, Ardy Lam et Poon Hang-sang
- Montage : Kwong Chi-leung et Kam Ma
- Musique : Lowell Lo et Sherman Chow
- Production : Stephen Shiu
- Société de production : Win's Entertainment
- Société de distribution : Newport Entertainment
- Pays d'origine :  Hong Kong
- Langue originale : cantonais
- Format : couleur
- Genre : wuxia
- Durée : 102 minutes
- Dates de sortie :
  -  Hong Kong : 12 novembre 1992
  -  Corée du Sud : 20 décembre 1992
  -  France : 9 janvier 2007 (en DVD)

## Distribution
- Andy Lau : Fishy
- Brigitte Lin : More
- Sharla Cheung : Éva, la souveraine du palais
- Ng Man-tat : Lee, la « Grande bouche »
- Deannie Yip : Sissy To
- Francis Ng : Kong Yuk-long
- Fung Hak-on : le moine Blackie
- Michael Miu : Yin Nam-tin
- Anita Yuen : Madame Ti
- Chang Kuo-chu : Kong Pi-hawk
- Richard Ng : le premier des « Dix vilains »
- Wong Ching : le second des « Dix vilains »
- Josephine Koo (en) : l’impératrice/Veuve noire (caméo)
- Wong Yu (caméo)
- Shing Fui-on : Ko Chi-sum (caméo)
- Peter Chan : Lion fou
- Lam Suet (non crédité)
- Timothy Zao : Mo Tin-chong (non crédité)
- Shut Mei-yee
- Mai Kei
- Chan Chi-fai
- Hon San
- Angela Fong
- Chow Hong-chiu
- Ah King
- Jameson Lam (non crédité)
- Chang Kin-ming (non crédité)
- Leung Kai-chi